# 신정왕후 (고려)
신정왕후(神靜王后, ? ~ 983년 8월 19일(음력 7월 9일))는 고려 태조의 왕비이다. 성은 황보(皇甫), 이름은 전해지지 않는다 본관은 황주(黃州)이며, 정식시호는 정헌의경선덕자경신정대왕태후(定憲懿敬宣德慈景神靜大王太后)

## 생애
신정왕후 황보씨는 황해도(黃海道) 황주(黃州) 사람으로, 태위 삼중대광(太尉三重大匡)을 지내고 충의공(忠義公)의 시호를 받은 황보제공(皇甫悌恭)의 딸로 태어났다. 남편 태조와의 사이에서 성종의 아버지 대종과, 제4대 왕 광종의 부인 대목왕후 등 1남 1녀를 낳았다.
그녀는 태조가 즉위 이후 맞아들인 부인중 두번째 추존 왕태후로, 이미 왕후와 여러 부인이 있었기 때문에 태조에 의해 후궁직인 황주원부인에 봉해졌고, 경종2년(977년)에 이를 높여 명복궁대부인(明福宮大夫人)에 봉하였다. 신정왕후는 태조가 사망한 후 40년을 더 살았으며 사망 당시의 나이는 80살 가량이었다. 며느리인 선의왕후가 일찍 사망한 바람에 성종 등을 비롯한 손주들에 대해 많은 애정을 쏟았다. 효덕태자와 성종, 경장태자 등은 그녀가 직접 양육하였다. 성종조에 남긴 조문에 따르면 그녀는 덕이 많고 성격이 후덕했으며, 검소하고 슬기로워 백관들의 존경을 한몸에 받았다고 한다.
그녀가 승하하자, 그녀는 후궁직인 명복궁대부인에서 신정왕태후로 추봉되었다. 그녀의 능은 수릉(壽陵)으로 기록되어 있지만 정확한 위치는 밝혀지지 않고 있다. 여러 후임 고려왕의 선조인 관계로 1002년(목종(穆宗) 5년) 4월에 정헌(定憲)이라 시호(諡號)를 추가하고, 1014년(현종(顯宗) 5년) 3월에 의경(懿敬)을 추가하였으며, 1027년(현종 18년) 4월에 또 선덕(宣德)을 추가하였다. 1056년(문종(文宗) 10년) 10월에 자경(慈景)의 시호가 추가되었다.

## 고려사에서 차지하는 위치
고려의 제5대 왕 경종 이후의 모든 고려의 왕들은 그녀의 자손이다. 따라서 신정왕후는, 8대 현종 이후의 모든 왕을 자손으로 둔 태조 제5후 신성왕후 및 9대 덕종 이후의 모든 왕(6대 성종 포함)을 자손으로 둔 태조 제6후 정덕왕후보다 더 많은 왕들을 후손으로 두어 고려 역사에서 가장 많은 왕을 후손으로 둔 왕후가 되는 것이며, 이는 고려 왕실이 족내혼을 허용했기 때문에 가능한 일이었다.
고려는 초반의 왕위 계승 구도가 복잡한 양상을 띤 관계로 태조 왕건의 부인들 중, 확실하게 국조모(國祖母)로 불릴 수 있는 왕후가 없다. 고려 태조 왕건은 지방 호족 세력들과 연대하기 위하여 많은 호족 집안의 여식들과 혼인을 한 관계로, 정후만 6명, 후비는 23명을 두었고, 이 왕후들과 그들이 낳은 왕자들은 지방 호족들을 배후 세력으로 두고 있었기 때문에, 왕위 계승은 호족들 간의 세력 다툼의 양상을 띠고 있었다. 실제로 장남인 혜종이 아들 흥화군에게 왕위를 물려주지 못하고 이복동생인 정종으로 왕위가 이어지는 과정이, 이복형제들 간의 왕권 쟁탈전의 산물이었을 것으로 보는 견해가 많다.
어쨌든 고려 태조의 제1후 신혜왕후에게는 후손이 없었고, 제2후 장화왕후는 그녀의 유일한 소생 혜종이 2대 왕으로 즉위하기는 하였으나, 장화왕후의 집안이 한미한 까닭에 불안한 왕권을 유지하다가 의문투성이의 왕규의 난으로 인해 왕위가 그 아들인 흥화군으로 이어지지 못하고 태조 제3후 신명순성왕후의 차남 (신명순성왕후의 장남 왕태는 어릴 때 죽은 듯 함)왕요(고려 정종)에게 이어지면서, 장화왕후와 혜종의 자손들은 왕위계승에서 영원히 배제되고 만다.
유력한 호족 충주 유씨 집안의 여식인 신명순성왕후의 차남 왕요로 왕위가 이어질 때만 해도 신정왕후의 자손들은 왕위계승에서 배제되는 듯했다. 그러나 왕요가 요절하고, 그 뒤를 이어 신명순성왕후의 삼남 왕소(고려 광종)가 즉위하게 되는데, 왕소의 아내인 대목왕후가 신정왕후의 딸인 까닭에 신정왕후의 자손으로 왕위가 이어질 가능성이 열리고, 실제로 광종의 26년 치세 이후 왕위가 광종과 대목왕후 사이에서 태어난 왕주(고려 경종)에게 계승되니, 신정왕후의 외손자로 왕위가 계승된 것이다.
그러나 경종이 제1후인 헌숙왕후와 제2후인 헌의왕후로부터 소생을 얻지 못하면서 고려의 왕위 계승 구도는 다시 안개 속에 쌓이게 된다. 이에 경종의 외조모인 신정왕후는 자신의 친손녀 둘을 경종의 제3후와 제4후로 들이니 이들이 헌애왕후와 헌정왕후인데, 신정왕후의 아들인 추존왕 대종과 태조 제6후 정덕왕후의 딸인 선의왕후 사이에서 태어난 자매이다. 이 중 헌애왕후가 980년 왕자 왕송(목종)을 낳지만 경종이 그 이듬해인 981년 승하하는 탓에 왕위는 역시 신정왕후의 아들 대종과 선의왕후의 아들 왕치가 계승하게 되는데, 이가 고려 성종으로 헌애왕후의 동복 오빠이자, 신정왕후의 친손자이다.
그러나 성종은 아들 없이 죽고, 왕위는 다시 경종의 아들 왕송(목종)이 계승하는데, 목종은 신정왕후의 외증손자이며 신명순성왕후의 친증손자다. 그런데 목종은 소생이 없는 상태에서 강조의 정변 때 시해되는데, 이로써 신명순성왕후의 자손들 또한 왕위계승에서 영원히 배제되게 된다.
한편 경종의 제4후이자 성종과 헌애왕후의 친동생 헌정왕후는 경종 승하 후 사가에서 지내다가, 태조 제5후인 신성왕후의 아들 왕욱과 정을 통하고 대량원군이라는 아들을 낳게 되는데, 강조의 정변으로 목종을 폐한 강조는 이 대량원군을 왕위에 앉히니, 이가 현종이다. 따라서, 현종은 왕건의 4, 5, 6후인 신정왕후와 신성왕후, 정덕왕후의 피를 이어받은 것이다. 이 후의 고려왕들은 모두 현종의 자손인 까닭에, 왕건의 많은 왕후 중 신정왕후와 신성왕후, 정덕왕후만이 8대 현종 이후 고려왕들의 조상이 되는 것이다. 이 중 정덕왕후는 6대 성종과 7대 목종의 조상이기도 하며, 신정왕후는 5대 경종 이후 모든 고려 왕의 조상인 것이다.

## 가족 관계
- 아버지 : 태위삼중대광 충의공 황보제공(太尉三重大匡 忠義公 皇甫悌恭)
- 어머니 : 미상
  - 남편 : 태조(太祖, 877~943 재위:918~943)

| - 아들 : 대종(戴宗, ? ~ 969.11월) - 며느리 : 선의왕후(宣義王后) - 손자 : 효덕태자(孝德太子) - 손자 : 성종(成宗, 961 ~ 997) - 손자 : 경장태자(敬章太子) - 손녀 : 헌정왕후(獻貞王后, ? ~ 992/993) - 손녀 : 헌애왕후(獻哀王后, 964 ~ 1029) | - 딸 : 대목왕후(大穆王后) - 사위 : 광종(光宗, 925 ~ 975) - 외손자 : 경종(景宗, 955 ~ 981) - 외손자 : 효화태자(孝和太子) - 외손녀 : 천추전부인(千秋殿夫人) - 외손녀 : 보화궁부인(寶華宮夫人) - 외손녀 : 문덕왕후(文德皇后) |

## 대중 문화속에 나타나는 신정왕후

### TV 드라마
- 《제국의 아침》(KBS1, 2002년~2003년, 배우:안해숙)
- 《천추태후》(KBS2, 2009년, 배우:반효정)
- 《달의 연인 - 보보경심 려》(SBS, 2016년, 배우 : 정경순)